# Педіна-Маре (комуна)
Педіна-Маре (рум. Pădina Mare) — комуна у повіті Мехедінць в Румунії. До складу комуни входять такі села (дані про населення за 2002 рік):
- Бібан (126 осіб)
- Олтянка (151 особа)
- Педіна-Маре (364 особи)
- Педіна-Міке (306 осіб)
- Слашома (604 особи)
- Ябланіца (428 осіб)

Комуна розташована на відстані 244 км на захід від Бухареста, 35 км на південний схід від Дробета-Турну-Северина, 64 км на захід від Крайови.

## Населення
За даними перепису населення 2002 року у комуні проживали 1979 осіб.
Національний склад населення комуни:
| Національність | Кількість осіб | Відсоток |
| -------------- | -------------- | -------- |
| румуни         | 1977           | 99,9%    |
| угорці         | 1              | 0,1%     |
| італійці       | 1              | 0,1%     |

Рідною мовою назвали:
| Мова      | Кількість осіб | Відсоток |
| --------- | -------------- | -------- |
| румунська | 1978           | 99,9%    |
| угорська  | 1              | 0,1%     |

Склад населення комуни за віросповіданням:
| Релігія            | Кількість осіб | Відсоток |
| ------------------ | -------------- | -------- |
| православні        | 1976           | 99,8%    |
| бретрени           | 1              | 0,1%     |
| не вказали релігію | 2              | 0,1%     |